# Orthotrichia melitta
Orthotrichia melitta är en nattsländeart som beskrevs av Malicky 1976. Orthotrichia melitta ingår i släktet Orthotrichia och familjen smånattsländor. Inga underarter finns listade i Catalogue of Life.